# 政治驚悚片
政治驚悚片（英語：Political thriller）是一部以政治權力鬥爭為背景的驚悚片，高風險和懸念是故事的核心。該類型會強烈引發觀眾思考並了解政治的重要性。這些故事的賭注巨大，一個國家的命運往往掌握在一人的手中。政治腐敗、有組織犯罪、恐怖主義和戰爭是常見的主題 。
政治驚悚片可以基於真實情況改編，例如約翰·甘迺迪遇刺案或水門事件醜聞。 與陰謀驚悚片有很強的重疊。

## 來源
1. ↑  Georgia Bishop. . Industrial Scripts. 2020-12-15  [2022-01-03]. （原始内容存档于2022-01-03）.